# Гнилище (Харьковская область)
Гнилище (укр.  Гнилище) — село,
Нижнебишкинский сельский совет,
Змиёвский район,
Харьковская область, Украина.

## Географическое положение
Село Гнилище находится на левом берегу реки Бишкин, которая через 1 км впадает в реку Северский Донец (правый приток), на противоположном берегу расположено село Нижний Бишкин.

## Экономика
- Молочно-товарная ферма.

## История
Село присоединено к селу Нижний Бишкин в ? году.